# 東洋彎貝介
東洋彎貝介（学名：Loxoconcha japonica）为彎貝介科彎貝介屬下的一个种。